# Anna Maria Pertl
Anna Maria Walburga Pertl (San Gilgen, 25 de diciembre de 1720 - París, 3 de julio de 1778) fue la esposa del compositor y músico austríaco Leopold Mozart y la madre de los músicos Wolfgang Amadeus Mozart y Maria Anna Mozart.
Fue hija del regidor (jurista) por el arzobispado salzburgués Wolfgang Nicolas Pertl (1667-1724) y su mujer, Eva Rosina Altmann (1688-1755), viuda de Puxbaumer. De pequeña tuvo una naturaleza enfermiza, ya que se crio con estrecheces económicas.
En 1747 contrajo matrimonio con el músico Leopoldo Mozart, con quien tuvo siete hijos; de ellos solo dos quedaron con vida, Nannerl y Wolfgang Amadeus (llamado cariñosamente Wolfa).
Según los biógrafos de Mozart, su madre era una mujer callada, silenciosa y de buen humor, amante de su esposo y buena ama de casa. Mozart, en un poema escrito a su madre desde Worms (el 31 de enero de 1778), la llama cariñosamente «Madame mamá» (Madame Mutter).
Acompañó a su hijo a París, donde falleció; este hecho sirvió a Leopoldo Mozart para dirigir duros reproches a su hijo, a quien incluso llegó a acusar de falta de atención hacia ella.
En 1983 le erigieron un monumento en la ciudad de San Gilgen, de donde era oriunda.